# Цуцнев
Цуцнев (укр. Цуцнів; в 1958—2025 годах — Петрово) — село в Поромовской сельской общине Владимирского района Волынской области Украины. До 19 июля 2020 года входило в состав Иваничевского района.
Код КОАТУУ — 0721184404. Население по переписи 2001 года составляет 238 человек. Почтовый индекс — 45311. Телефонный код — 3372. Занимает площадь 6,9 км².
В июне 2025 года, постановлением Верховной Рады Украины селу было возвращено название Цуцнев